# Tilly of Bloomsbury (film 1921)
Tilly of Bloomsbury è un film muto del 1921 diretto da Rex Wilson.

## Trama
Il figlio di una Lady incontra l'opposizione della madre al suo matrimonio con una ragazza di umili origini, figlia di una affittacamere.

## Produzione
Il film fu prodotto dalla G.B. Samuelson Productions.

## Distribuzione
Distribuito dalla Moss, il film uscì nelle sale cinematografiche britanniche nel settembre 1921.